# Gilbert Dru
Gilbert Dru (Viols-le-Fort, 1920. március 2. – Lyon, 1944. július 27.) fiatal keresztény aktivista, a francia ellenállási mozgalom egyik vezetője.

## Élete

### Tevékenysége
A lyoni Szent Márk Líceum  tanulója volt. Ott ismerkedett meg a 20. század első felében szárba szökő keresztényszocialista-kereszténydemokrata eszmeiséggel. Tagja és aktív szervezője lett az 1929-ben megalakuló Keresztény Diákifjúság (Jeunesse Étudiante Chrétienne, JEC ) nevű egyesületnek. Aktívan részt vett a németek elleni küzdelemben, amelyet főként fiatal keresztényi körökben szervezett, és amelyet ilyen módon erőteljes spirituális jelleggel ruházott fel. Az ellenállási mozgalomban számos akciót hajtott végre. Követőivel nem harcos, hanem békés ellenálló mozgalomként működtek, titokban terjesztett napilapokat, és könyveket adtak ki (Les Cahiers du témoignage chrétien – Jegyzetek a keresztény tanúságról vagy Les Cahiers de Notre Jeunesse – Ifjúságunk jegyzetei). Gilbert Dru-t, 24 évesen, Lyonban, a Place Bellecour-on  lőtték agyon 1944. július 27-én.

### Eszmeisége és hatása
A szellemiségének, filozófiájának meghatározó forrásaként a francia kereszténydemokrata gondolkodók által írt politikai kommentárokat, továbbá az Esprit , Sept  és a L’Aube  folyóiratokat tartotta. Dru, a francia kereszténydemokrácia megújítása során ugyan elsősorban katolikus politizálásra gondolt, de kész volt együttműködni olyan, a katolikus egyháztól távol álló személyekkel is, akik a politika gyakorlatáról hasonló véleménnyel rendelkeztek. A kereszténydemokráciát nem a centrumba helyezte, hanem inkább baloldali mozgalomnak gondolta. Az egyház társadalmi tanításából levezetve egyértelmű kötelességének érezte a közélettel való törődést, és a hozzájárulást egy új, békés társadalmi rend kiépítéséhez.
A második világháború után feléledő francia kereszténydemokráciában a kereszténydemokrata szellemhez közel álló Köztársasági Népi Mozgalom (Mouvement Républicain Populaire, MRP ) alapvetését Gilbert Dru fogalmazta meg („Tervezet a francia fiatalok forradalmi akciójának bevezetéséhez”). A mozgalom több nyugat-európai országhoz hasonlósan rövid idő alatt tömegpárttá vált. Tagjai között lehet találni népi demokratát, kereszténydemokratát, konzervatív és szabadelvű katolikus gondolkodású tagokat is, ám egy biztos: a párt mindvégig kitartott az egyház társadalmi tanítása mellett. (Ennek a pártnak lett későbbi vezetője Robert Schuman, az Európai Unió atyja.)

## Fordítás
- Ez a szócikk részben vagy egészben  a   Gilbert Dru című francia Wikipédia-szócikk ezen változatának fordításán alapul.  Az eredeti cikk szerkesztőit annak laptörténete sorolja fel. Ez a jelzés csupán a megfogalmazás eredetét és a szerzői jogokat jelzi, nem szolgál a cikkben szereplő információk forrásmegjelöléseként.